# Spirit of London
Spirit of London fue un crucero construido en Italia que se puso en servicio en 1972. En enero de 2012, Runfeng Ocean Deluxe Cruises (chino: 香港润峰豪华邮轮公司) asumió como operador, cambiando el nombre del barco a Ocean Dream (chino: 海洋之梦; pinyin: hǎiyángzhīmèng).

## Hundimiento

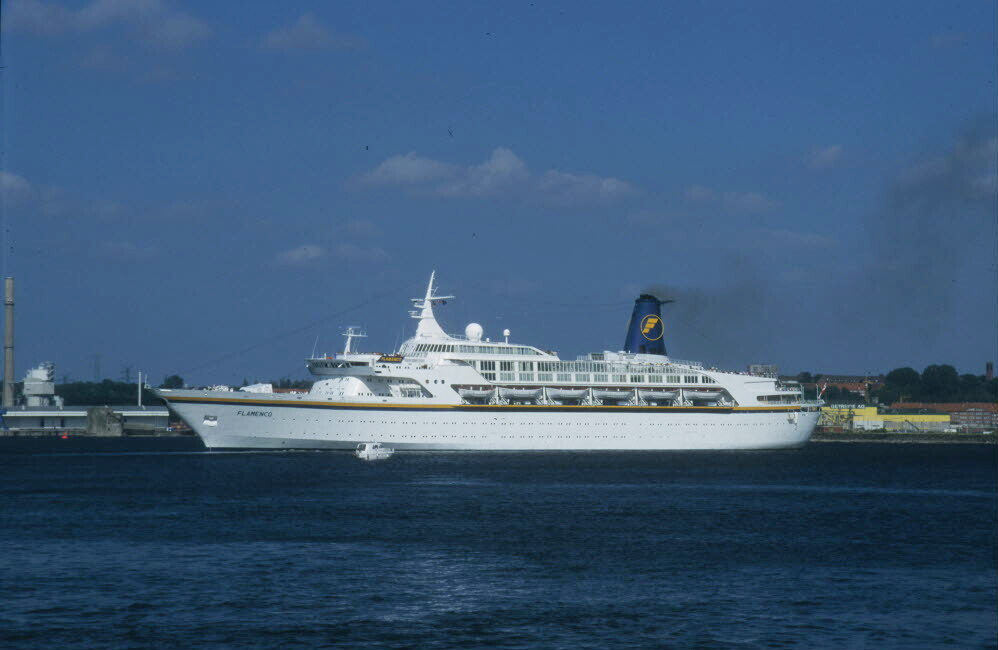
El buque cuando se llamaba Flamenco en el año 1999.

El barco volcó y se hundió frente a Laem Chabang, Sri Racha, Tailandia, en aguas poco profundas el 27 de febrero de 2016, después de haber estado abandonado sin tripulación ni mantenimiento durante aproximadamente un año. Se intentó enderezar el barco, pero fracasó. Se decidió que el barco sería desguazado en el lugar.
Las fotos tomadas más tarde muestran que el barco fue demolido a partir de finales de 2017. A finales de 2019, se había eliminado gran parte del naufragio que aún estaba por encima de la línea de flotación.